# Eddie Campbell

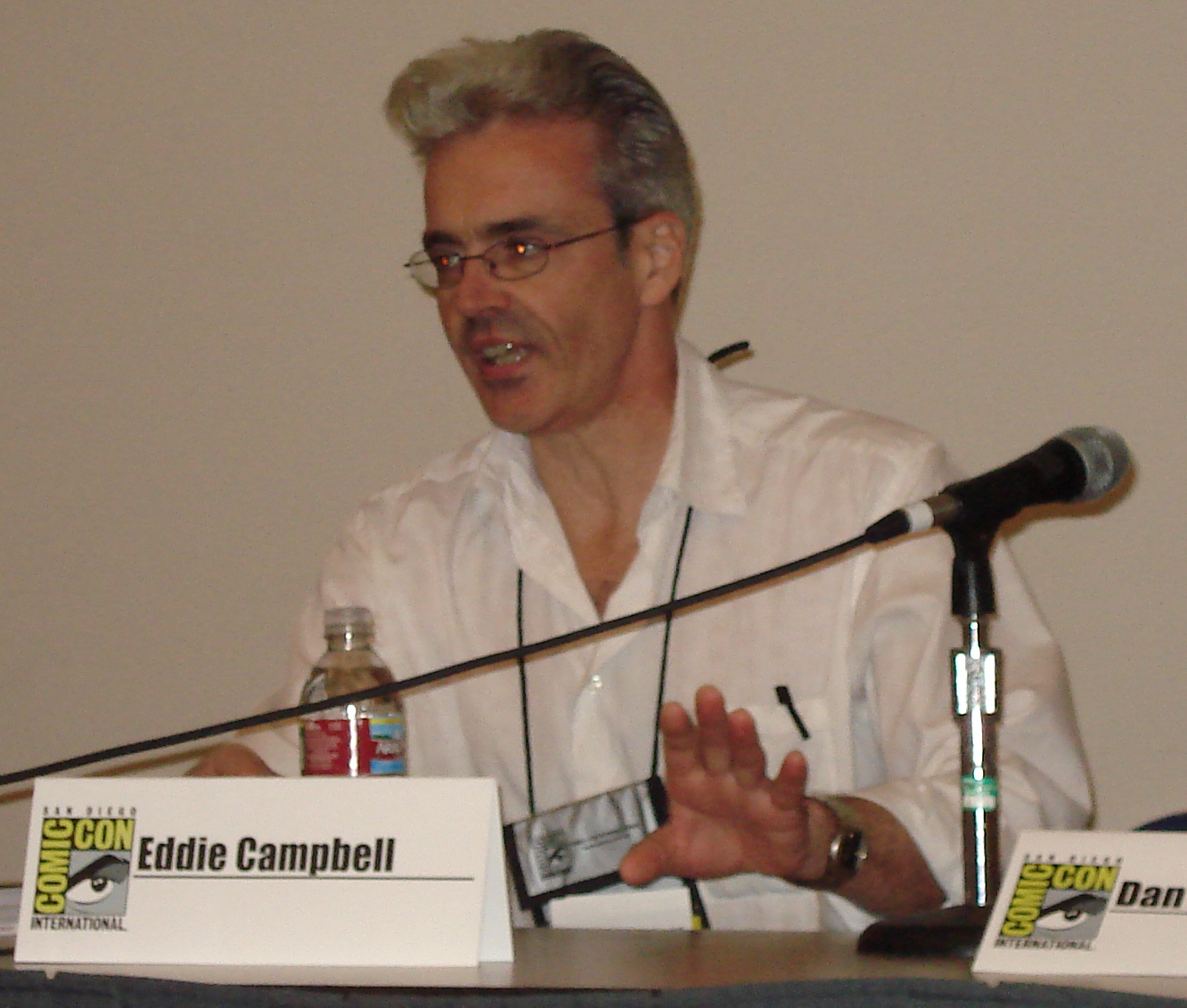
Eddie Campbell

Eddie Campbell (* 10. August 1955) ist ein schottischer Zeichner und Autor von Comics, Graphic Novels und Cartoons. Bekanntheit erlangte er als Illustrator der Graphic Novel From Hell. Sein Zeichenstil ist von großflächigen Schraffuren und einfarbigen Bereichen sowie von hoher Detailverliebtheit gekennzeichnet.

## Werke

### Alec
- The King Canute Crowd (2000)
- Three Piece Suit (collecting Graffiti Kitchen, Little Italy, and The Dance of Lifey Death, 2001)
- How to be an Artist (2001)
- After the Snooter (2002)

### Bacchus
- Vol 1: Immortality Isn’t Forever (1995)
- Vol 2: The Gods of Business (with Ed Hillyer, 1996)
- Vol 3: Doing the Islands with Bacchus (1997)
- Vol 4: The Eyeball Kid – One Man Show (with Ed Hillyer, 1998)
- Vol 5: Earth, Water, Air, Fire (with Wes Kublick, 1998)
- Vol 6: The 1001 Nights of Bacchus (2000)
- Vol 7/8: The Eyeball Kid Double Bill (with Wes Kublick, 2002)
- Vol 9: King Bacchus (with Pete Mullins, 1996)
- Vol 10: Banged Up (with Pete Mullins and Marcus Moore, 2001)

### Hellblazer
- Ausgaben #85-88 (als Texter mit Sean Phillips als Zeichner, 1995)
- Ausgabe #250 (Short Story artist, with Peter Milligan as writer of „The Curse of Christmas“, 2008)

### Weitere Werke
- Catalyst: Agents of Change #1-5 (writer, with Pete Ford, 1994)
- From Hell (mit Alan Moore, 2000)
- Egomania #1-2 (2002)
- Batman: The Order of Beasts (with Daren White, 2004)
- Captain America: Homeland (pencils and inks, two-part „Requiem“ story with writer Robert Morales and inks by Stewart McKenny, Marvel Comics, 2004)
- A Disease of Language (hardcover reprinting The Birth Caul and Snakes and Ladders plus miscellany, 2005)
- The Birth Caul (adaptation of an Alan Moore performance art piece, 1999)
- Snakes and Ladders (with Michael Evans, adaptation of an Alan Moore performance art piece, 2001)
- The Fate Of The Artist (2006)
- The Black Diamond Detective Agency (2007)
- The Amazing Remarkable Monsieur Leotard (2008)